# Freddy Krueger
Frederick Charles "Freddy" Krueger è un personaggio cinematografico immaginario ideato da Wes Craven come protagonista della saga di film horror slasher Nightmare. 
In tutte le pellicole della serie originale, nello spin-off e nel midquel/crossover Freddy vs. Jason è interpretato da Robert Englund, mentre nel remake Nightmare del 2010 è interpretato da Jackie Earle Haley.
Freddy Krueger compare al 40º posto nella lista AFI's 100 Years... 100 Heroes and Villains, stilata dalla American Film Institute nel 2003 ed è considerato un'icona malvagia del cinema horror.

## Biografia del personaggio
(Sorella Mary Helena, da Nightmare 3 - I guerrieri del sogno)
Frederick Charles "Freddy" Krueger nacque nel maggio del 1942 da Amanda Krueger, un'infermiera che lavorava presso il manicomio Westin Hills Mental Institution dove, durante le vacanze di Natale, venne involontariamente chiusa nel reparto dei criminali violenti venendo stuprata da alcuni dei pazienti e rimanendo così incinta. Dopo la nascita, il bambino fu affidato dalla madre, che in seguito prese i voti facendosi chiamare Suor Mary Helena, a Edward Underwood, un uomo che abitava a Springwood (Ohio) e che si rivelò essere un pazzo alcolizzato che rese l'infanzia di Freddy un vero e proprio inferno, picchiandolo di continuo (vedi Nightmare 3 - I guerrieri del sogno). Freddy fu anche oggetto di reiterato bullismo da parte dei compagni di classe (vedi Nightmare 6 - La fine).
Il piccolo Freddy, iniziò a dare i primi segni di squilibrio mentale torturando e uccidendo piccoli animali, come criceti e scarafaggi, oltre a cimentarsi in atti di masochismo - si feriva volontariamente per abituare il suo corpo a sopportare il dolore fisico. A 19 anni, stanco dei continui abusi, Freddy uccise con un rasoio Edward Underwood, che aveva anche cercato più volte di abusare di lui, dando inizio al suo regno di terrore a Springwood (vedi Nightmare 6 - La fine).
Raggiunta l'età adulta, Freddy rimase a vivere a Springwood dove sposò Loretta, con cui ebbe una figlia, Katherine, e dove iniziò a lavorare in una fornace, imparando così a costruire quelle che divennero le sue armi di tortura: oltre al suo tipico guanto con i rasoi, che indossa per uccidere i bambini, ne aveva alcuni dotati di viti, uncini e altri macchinari. Al fine di attuare la sua vendetta nei confronti della città, iniziò a rapire i figli dei suoi ex compagni di scuola che lo bullizzavano, per poi seviziarli e ucciderli nella fornace in cui lavorava; per compiere le sue nefandezze, utilizzò, come specchietto per le allodole, un camioncino dei gelati. 
Un giorno, Loretta, curiosa di sapere cosa nascondesse il marito, scese in cantina trovando i suoi "attrezzi del mestiere" e l'album con le foto dei bambini da lui uccisi, così Freddy, sorpresala sul fatto, la strangolò davanti agli occhi della piccola Katherine, obbligando poi la figlia a non raccontare a nessuno ciò che aveva visto.
Nel 1966, Freddy, ormai noto come lo "Squartatore di Springwood", venne arrestato grazie al tenente Donald Thompson - padre della piccola Nancy - e processato e condannato per l'omicidio di più di venti bambini ma, per un vizio di forma (il giudice non firmò la condanna), Freddy venne rilasciato poco dopo ma perse la custodia di Katherine, che fu affidata a un orfanotrofio col nome di Maggie e poi adottata (vedi Nightmare - Dal profondo della notte); inoltre, Amanda Krueger, scoperto ciò che aveva fatto il figlio, si suicidò poco dopo il processo, ma il suo corpo non venne mai ritrovato (vedi Nightmare 3 - I guerrieri del sogno). 
Nel 1968, Freddy, fece ritorno alla sua fornace per continuare la sua opera di sterminio, ma i genitori che vivevano a Springwood, decisero di irrompere nel suo nascondiglio e farsi giustizia da soli, cospargendo di benzina l'edificio e bruciando Freddy vivo al suo interno. In seguito, il tenente Thompson raccolse le sue ossa e le nascose in un deposito sfasciacarrozze, in modo che nessuno potesse mai trovarle.
Nei suoi ultimi istanti di vita, Freddy non diede alcun segno di spavento, anzi, rise in faccia ai suoi giustizieri, promettendo loro che sarebbe tornato. In fondo Krueger, aveva da sempre desiderato la morte per liberarsi della zavorra umana e dare libero sfogo al demone che portava dentro di sé e, infatti, desideroso di un potere superiore alla natura umana, strinse un patto con tre entità maligne, gli antichi Demoni dei Sogni che, fondendosi con lui, gli diedero il totale controllo della dimensione onirica e, quindi, la possibilità di vendicarsi sui figli dei suoi assassini, agendo dove i genitori non li avrebbero potuti proteggere: nei loro incubi. 
Qualche tempo dopo la sua morte, Freddy iniziò a utilizzare i suoi poteri, attendendo il momento propizio per iniziare la sua mostruosa opera. Si capisce che la sua forza è data anche dalla paura; pertanto il modo più efficace per sconfiggerlo è dimenticarsi completamente di lui (vedi Nightmare - Dal profondo della notte).

## Film
three, four, better lock your door,

five, six, grab your crucifix,

seven, eight, gonna stay up late,

tre, quattro, meglio chiudere la porta

cinque, sei, il crocifisso tieni stretto,

sette, otto, rimarrò sveglio fino a tardi,

nove, dieci, non dormirai mai più!»
(Filastrocca infantile che preannuncia un incubo di Freddy)

### Nightmare - Dal profondo della notte
1981, Springwood (Ohio). Freddy Krueger comincia a mietere vittime, entrando negli incubi delle sue giovani vittime, gli adolescenti della città, così la madre di Nancy Thompson, adolescente amica di molte delle vittime e figlia del tenente che aveva arrestato Kruger, è costretta a raccontare alla figlia di come, circa 15 anni prima avevano ucciso un infanticida. Nancy riuscirà apparentemente a sconfiggere Krueger comportandosi come se non esistesse, infatti, se non alimentato dalla paura, perde il suo potere. Sul finale, però, si scopre che Krueger ha avuto la meglio.

### Nightmare 2 - La rivincita
1986, Springwood (Ohio). Freddy Krueger, impossessatosi del corpo di Jesse Walsh, un ragazzo appena arrivato a Elm Street, torna a spargere terrore e morte, prima di essere costretto ad abbandonare il corpo del giovane grazie all'amore della sua fidanzata, Lisa Webber. Purtroppo però, alla fine del film, Freddy riapparirà, rivelando di essere ancora vivo.

### Nightmare 3 - I guerrieri del sogno
1987, Ohio. Nancy Thompson, che aveva sconfitto Freddy Krueger nel primo film, diventata psichiatra esperta in problemi del sonno, preparare i ragazzi di Springwood (Ohio) rinchiusi al Westin Hills Mental Institution a lottare contro Freddy Krueger allenandoli a sviluppare poteri soprannaturali legati al mondo onirico: nascono così i "guerrieri del sogno". Mentre Nancy e suo padre Donald, alla fine, cadranno sotto gli artigli di Krueger, sarà il Dr. Neil Goldman, consigliato dall'apparizione di Suor Mary Helena, a mandare Freddy all'Inferno distruggendo il suo spirito gettando dell'acqua benedetta sulle sue ossa. In questo film si scoprono le origini di Freddy e di sua madre Amanda Krueger.

### Nightmare 4 - Il non risveglio
1988, Springwood (Ohio). Per tornare dall'Inferno, Freddy Krueger sfrutta il potere di trascinare nel proprio sogno altre persone addormentate semplicemente pensandole di Kristen Parker, una dei pochi "guerrieri del sogno" sopravvissuti al terzo film. Sfruttando dunque questo potere, Freddy mieterà una nuova serie di vittime soprattutto tra gli amici della ragazza fino ad uccidere Kristen stessa, la quale, però, prima di morire, passa il suo potere all'amica Alice Johnson che, attirato Freddy in una chiesa, riuscirà, grazie alla filastrocca intonata da alcune bambine morte che accompagna la venuta di Freddy, a capire che, per libera tutte le anime che ha imprigionato, deve farlo riflettere in una superficie specchiata.

### Nightmare 5 - Il mito
1989, Springwood (Ohio). Desideroso di tornare in vita, Freddy Krueger, dopo averle ucciso il ragazzo, cerca di reincarnarsi in Jacob, il bambino che Alice Johnson porta in grembo, mettendo l'anima del figlio contro la madre, ma sarà sconfitto grazie all'aiuto di Amanda Krueger, madre di Freddy, ora libera di andare in Paradiso.

### Nightmare 6 - La fine
1999, Springwood (Ohio). Freddy Krueger viene trasportato nella realtà da Maggie Borroughs, che si rivela essere sua figlia Katherine Krueger, e fatto esplodere con la dinamite, disperdendo così i Demoni dei Sogni e mettendo fine alla saga di Nightmare.

### Nightmare - Nuovo incubo
1994, Los Angeles (California). Nel mondo reale, si scopre che Freddy Krueger, un semplice personaggio fittizio creato per una serie di film horror, è stato ispirato a un vero demone dei sogni con cui condivide i poteri ma possiede la debolezza inversa: mentre Freddy è annientato dall'oblio, il demone si indebolisce se viene ricordato (anche sotto altri nomi). È così che il demone, liberatosi giacché Freddy Krueger è morto in Nightmare 6 - La fine, colpisce il cast e gli addetti ai lavori dei film di Nightmare (tra cui Robert Englund e John Saxon) così, mentre il regista Wes Craven cerca di rimprigionarlo scrivendo una nuova sceneggiatura, a fermarlo ci pensa Heather Langenkamp, l'attrice che interpretò Nancy Thompson nei primi due film, che, fingendo di essere Nancy, lo chiude, aiutato dal figlio Dylan, in un forno uccidendolo per sempre. 

Il demone con le sembianze di Freddy ha un aspetto più sinistro rispetto alla sua controparte cinematografica, con un fisico più robusto, volto e mani che presentano escoriazioni - invece delle ustioni - e una mano con cinque artigli - invece del classico guanto. Pochi istanti prima di venire distrutta, la creatura riprende le sue sembianze originali, che sono quelle di un demone dalla pelle rossastra, occhi bianchi privi di iridi, orecchie appuntite, denti aguzzi e due piccole corna in cima alla testa.
 
Il film è l'unico spin-off della serie, è ambientato nello stesso anno in cui avvengono i fatti (Nightmare 6 - La fine, sebbene precedente a questo film, era ambientato nel 1999), ed è diretto da Wes Craven.

### Freddy vs. Jason
2003. Necessitando la paura della gente per recuperati tutti i suoi poteri, Freddy Krueger riporta dall'Inferno Jason Voorhees e, assunte le sembianze di sua madre Pamela Voorhees, gli ordina di dirigersi a Springwood (Ohio); è così che Jason inizia a uccide ad Elm Street, aumentando la paura della gente e permettere a Freddy di recupera appieno i poteri. Freddy si trova così sul punto di fare la sua prima vittima dopo molto tempo quando Jason la uccide nel mondo degli svegli, facendo infuriare Freddy che inizia a pentirsi della decisione. Dopo aver reso pubblico il suo ritorno, Freddy droga Jason e lo porta con sé nel mondo dei sogni per dargli una lezione e infestare i suoi incubi approfittando del suo timore di affogare, facendogli rivivere l'incidente che quasi lo uccise a Camp Crystal Lake da piccolo. I ragazzi di Springwood, capitanati da Lori, portano l'addormentato Jason a Crystal Lake dove Lori si fa addormentare e riporta Freddy nel mondo degli svegli. Freddy, seppur svantaggiato poiché privo di poteri nel mondo degli svegli, riesce a tenere testa a Jason e riuscendo anche a contrattaccare, tagliandogli delle dita e cavandogli gli occhi con il suo guanto. Al fine di eliminare entrambi i mostri, Lori fa esplodere il molo del campeggio con la benzina facendoli precipitare nel lago. Freddy, però, riemerge quasi subito e, seppur privato del braccio armato di guanto giacché strappatogli da Jason, si arma del machete di Jason e tenta di uccidere i superstiti, è così che Jason, emerso a sua volta, pugnala al petto Freddy con il suo stesso braccio e poi Lori decapita Freddy. Il giorno dopo, si vede Jason riemergere dal lago con in mano la testa mozzata di Freddy, che saluta un'ultima volta il pubblico con un occhiolino, e facendo capire che è ancora vivo. 

Il film è l'unico midquel/crossover tra la saga Nightmare e quella di Venerdì 13.

### Nightmare
2010, Springwood (Ohio). Scoperto che Freddy Krueger, il giardiniere dell'asilo di Springwood, è un pedofilo che compie sevizie sui bambini in una stanza nel seminterrato chiamata dalle sue piccole vittime "la caverna oscura", i genitori dei bambini che ha insidiato lo uccidono bruciandolo vivo. Anni dopo Freddy Kruger inizierà a uccidere i bambini, ora adolescenti, nei loro incubi ma, a ostacolarlo ci pensa Nancy Halbrook. 

In questo reboot Freddy indossa un abbigliamento pressoché identico a quello della saga classica, mentre le ustioni al viso sono decisamente diverse, inoltre mentre il Freddy Kruger di Robert Englund era spigliato, ironico e spesso tendente al comico, quello di Jackie Earle Haley è invece freddo, cupo, viscido e, se possibile, più spietato e brutale, pur mantenendo anche un leggero tono comico.

## Caratterizzazione
L'aspetto di Freddy è caratteristico per le terribili ustioni che gli deturpano viso e corpo e per il guanto da lui fabbricato con lame fissate alle estremità delle dita. Altre caratteristiche sono il cappello borsalino marrone e il maglione a strisce orizzontali verde scuro e rosso sfilacciato ai margini.
Freddy, possiede alcuni poteri che può utilizzare solo nel mondo dei sogni: è telecinetico, può cambiare a suo piacimento il sogno (luogo, caratteristiche e personaggi), teletrasportarsi da un posto all'altro e ricomporre e trasformare il proprio corpo (es.: in Nightmare 3 - I guerrieri del sogno si trasforma in un grosso scorpione e in Freddy vs. Jason assume l'aspetto della madre di Jason) arrivando, in Nightmare 2 - La rivincita e in Freddy vs. Jason, a impadronirsi dei corpi altrui, per uccidere le sue vittime.
Entro certi limiti, può agire anche nella realtà (es.: in Nightmare 2 - La rivincita, dopo aver preso il controllo del corpo di Jesse, riesce a far scatenare incendi, a rendere incandescente l'acqua della piscina e a elettrificare i recinti di metallo con la sola forza del pensiero mentre in Nightmare 4 - Il non risveglio, quando uccide una ragazza dandole fuoco, anche nella realtà scoppia un incendio). 

## Filmografia

### Serie originale
1. Nightmare - Dal profondo della notte (A Nightmare on Elm Street)
2. Nightmare 2 - La rivincita (A Nightmare on Elm Street 2: Freddy's Revenge)
3. Nightmare 3 - I guerrieri del sogno (A Nightmare on Elm Street 3: Dream Warriors)
4. Nightmare 4 - Il non risveglio (A Nightmare on Elm Street 4: The Dream Masters)
5. Nightmare 5 - Il mito (A Nightmare on Elm Street 5: The Dream Child)
6. Nightmare 6 - La fine (Freddy's Dead: The Final Nightmare)

### Spin-off
Nightmare - Nuovo incubo (Wes Craven's New Nightmare)

### Midquel/Cross-over
Freddy vs. Jason

### Reboot
Nightmare (A Nightmare on Elm Street)

### Serie TV
Freddy's Nightmares (Freddy's Nightmares: A Nightmare on Elm Street: The Series)

### Cameo
- Jason va all'inferno: nella scena finale del film, dal terreno spunta il guanto di Freddy che trascina la maschera di Jason Voorhees sotto terra ridendo malignamente
- La sposa di Chucky: quando un poliziotto prende i resti della bambola smembrata di Chucky nell'armadietto, sul fondo di questo si vede il guanto di Freddy
- La casa 2: nel capanno vicino alla casa dove Ash Williams si reca per smembrare la sua ragazza, si vede il guanto di Freddy
- Behind the Mask - Vita di un serial killer: viene citato come serial killer di bambini
- Horror Movie: Freddy è tra i protagonisti della parodia

### Altre apparizioni
- Tartarughe Ninja alla riscossa: episodio Incubi su incubi (nº 135)
- I Simpson: episodio La paura fa novanta V
- I Simpson: episodio La paura fa novanta VI in cui Willie reinterpreta il primo film
- Rick e Morty: episodio Evoluzione canina in cui Freddy è dentro un inception di sogni
- South Park
- Winx Club: episodio Hallowinx (2x16)

## Altri media

### Fumetti

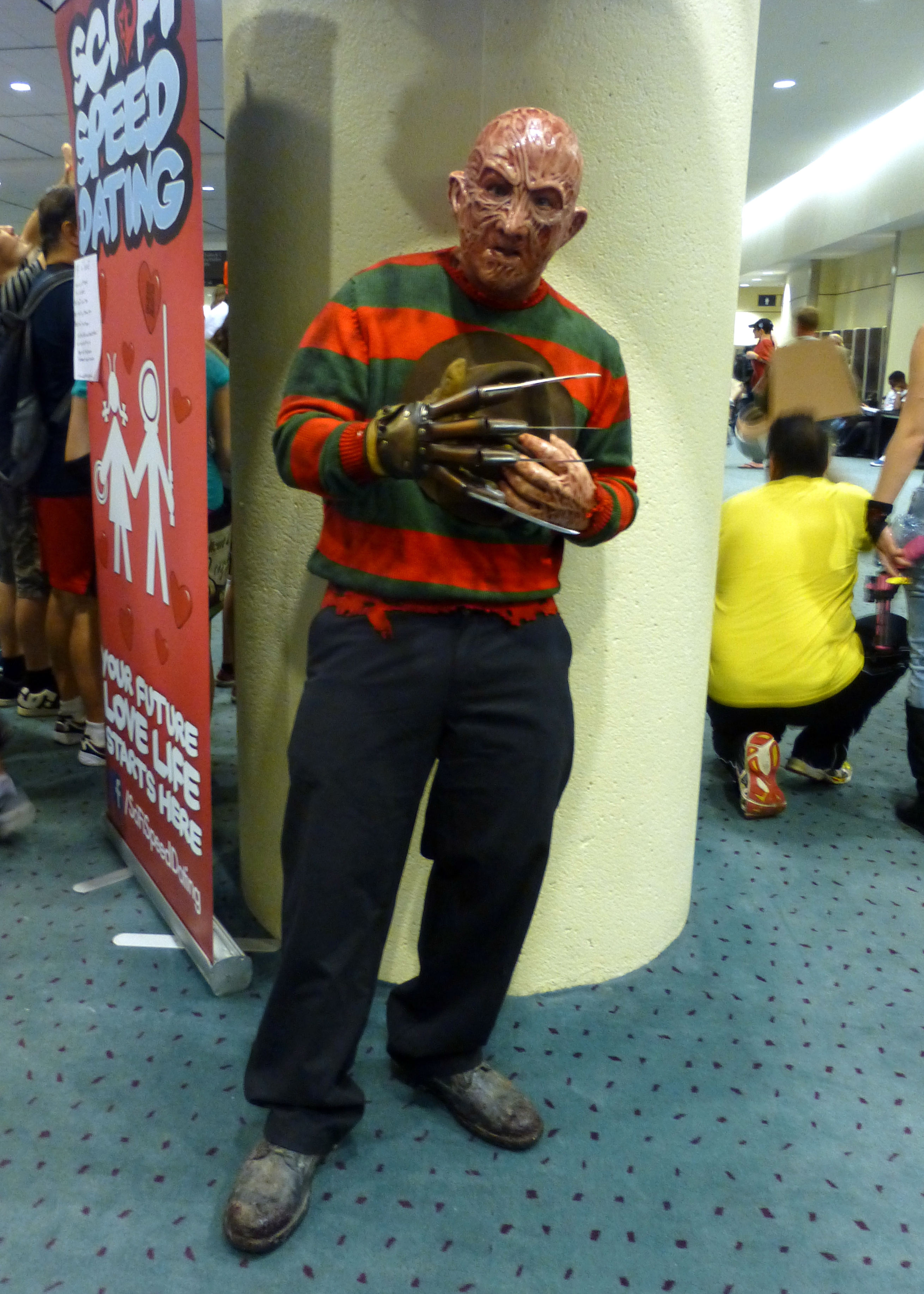
Cosplay di Freddy Krueger (2015)

La popolarità di Freddy gli ha consentito di apparire anche in numerose opere a fumetti. Tra le più significative, il crossover Freddy vs. Jason vs. Ash, sorta di sequel cartaceo del film Freddy vs. Jason, nel quale Freddy intende servirsi del Necronomicon per amplificare il suo potere di agire nei sogni e si scontrerà per la seconda volta con Jason e con Ash Williams. 
 Il fumetto ha avuto un seguito dal titolo Nightmare Warriors, che vede il ritorno sulla scena di alcuni personaggi apparsi nei franchise di Nightmare e di Venerdì 13, come Maggie Burroughs/Katherine Krueger (la figlia di Freddy), Stephanie Kimble (la pro-nipote di zio di Jason) e Tommy Jarvis (l'arcinemico di Jason).

### Libri
Freddy Krueger è presente anche in numerosi romanzi, alcuni dei quali sono novelizations dei film, mentre altri sono storie completamente originali. In molti di essi, liberi dai vincoli imposti dalla censura cinematografica, Freddy recupera il suo ruolo di pedofilo e molestatore di bambini, oltre che di serial killer (come in Nightmare On Elm Street: Suffer The Children, scritto da David Bishop). Particolarmente degni di nota sono i romanzi tratti dai primi tre film della serie (scritti da Jeffrey Cooper), che presentano differenze significative rispetto ai film, ponendosi in una continuity che ignora gli eventi dei restanti tre film della serie. Nel terzo libro della saga sono difatti narrate delle origini diverse per Freddy, il quale sarebbe nato in un vecchio manicomio chiamato Hathaway House, che aveva sede al numero 1428 di Elm Street (principale teatro delle vicende di alcuni dei film della saga) e in seguito fu spostato nello storico stabilimento del manicomio Westin Hills. In questa versione Amanda Krueger era una paziente della struttura ricoverata in stato di gravidanza che, dopo aver dato alla luce Freddy, morì per complicazioni dovute al parto. Freddy fu in seguito adottato da un protettore abusivo, che si servì del bambino per portare nuovi "clienti" per le prostitute da lui sfruttate. Il piccolo Freddy in seguito uccise l'uomo durante il sonno e, negli anni successivi a questi eventi, divenne alcolizzato e visse una vita di vagabondaggi, arrivando a Springwood per compiere lavori saltuari e iniziare l'attività di serial killer, uccidendo più di 20 bambini nel quartiere di Elm Street. Questa versione del passato del personaggio è tuttora considerata non canonica.
Un adattamento di Nightmare 4 - Il non risveglio e uno di Nightmare 5 - Il mito sono invece stati scritti da Joseph Locke e, salvo alcune piccole differenze, mostrano una maggiore attinenza ai film (è difatti ripristinata l'identità di Amanda Krueger come suora). Degli adattamenti di tutti e sei i film della serie, rivolti a un pubblico giovanile e quindi con toni abbastanza edulcorati sono invece stati scritti da Bob Italia, mentre le novellizzazioni di Nightmare - Nuovo incubo e Freddy vs. Jason sono state scritte rispettivamente da David Bergantino e Stephen Hand.
Nel 2012, Mark Patton - l'interprete di Jesse Walsh in Nightmare 2 - La rivincita - ha pubblicato online un ebook in forma epistolare dal titolo Jesse's Lost Journal. Tale storia si compone di sessantotto voci di diario che abbracciano il periodo dal 1982 al 1985. Le prime 30 voci seguono da vicino gli eventi del secondo film, con dettagli mai visti sullo schermo: accenni al fatto che il padre di Jesse sia un pedofilo; l'amore platonico di Jesse per Lisa; i suoi sentimenti omosessuali per un compagno di classe e la sua sensazione che Nancy Thompson sia uno spirito affine. Jesse presumibilmente uccide Lisa Webber nella centrale elettrica piuttosto che nell'ultima sequenza dell'autobus del film, anche se in seguito viene dimostrato che è sopravvissuta. Le restanti 38 voci si concentrano sul tempo trascorso da Jesse in un reparto psichiatrico, la sua condanna per l'omicidio di Ron Grady e l'apparente scomparsa del corpo di Lisa, la sua fuga dall'istituto psichiatrico e i suoi sforzi per costruire una nuova identità. Jesse lotta ancora con Freddy Krueger nella sua mente, e va nel panico quando Hollywood inizia a girare i film di Nightmare on Elm Street basati sulle voci del suo diario e di Nancy Thompson.

### Videogiochi

#### Dead by Daylight
Freddy Krueger è stato reso un personaggio giocante nel DLC di Nightmare on Elm Street di Dead by Daylight. L'aspetto del personaggio è quello del film del 2010 Nightmare interpretato da Jackie Earle Haley.

#### Mortal Kombat
Freddy Krueger è stato reso un personaggio giocante tramite DLC nel videogioco del 2011 Mortal Kombat a partire dal 9 agosto 2011, è incluso nella successiva versione Mortal Kombat Komplete Edition.
Nel videogioco, Freddy è uno spirito malevolo del Regno dei Sogni, che si appropria delle anime dei mortali durante il sonno. Quando Shao Kahn invade la Terra per impossessarsi delle anime dei suoi abitanti, Freddy lo sfida a combattere nel Regno dei Sogni. Shao Khan però lo trasporta fuori dal suo mondo e lo rende mortale, permettendogli tuttavia di conservare i suoi poteri. Freddy cerca quindi di sconfiggere Shao Khan per tornare nel Regno dei Sogni e continuare a svolgere la sua vera passione: distruggere la gioventù e l'innocenza di Elm Street. L'aspetto di Freddy nel videogioco è quello del reboot del 2010 e per la prima volta usa 2 guanti artigliati. In originale è sempre doppiato da Robert Englund.

##### Mosse finali
- Tell 'em Freddy Sent Ya: Freddy si teletrasporta dietro l'avversario e lo afferra con gli artigli per i fianchi, per poi generare un geyser sotto ai loro piedi, all'interno del quale Freddy si immerge portando con sé l'avversario spaventato. Il geyser si chiude, e dopo qualche secondo Freddy esplode, distruggendo sé stesso e l'avversario, di cui uscirà dal cratere un'immensa fontana di sangue. Questa Fatality è che una citazione dal primo film: il geyser di sangue è infatti il modo in cui Freddy uccide Glen, il ragazzo di Nancy Thompson, interpretato nel primo film da Johnny Depp.
- Welcome to My Hell: Freddy fa apparire dal nulla una fornace, afferra l'avversario con gli artigli e lo scaraventa dentro. L'avversario, nel tentativo di uscire, riesce solo a tirare fuori dalla fornace un braccio, prima che Freddy, salutandolo beffardamente, chiuda di scatto la porta della fornace, mozzando del tutto il braccio dell'avversario. Questa fatality è invece un'ironia del modo in cui egli morì per la prima volta, quando era ancora umano.

#### Mortal Kombat Mobile
In questa versione di Mortal Kombat, per dispositivi mobili Android e Apple, Krueger è un personaggio Diamant, cioè raro da ottenere ma efficiente.